# Servei d'Arqueologia de Barcelona
El Servei d'Arqueologia de Barcelona és l'ens tècnic que depèn de  l'Institut de Cultura de Barcelona i que coordina totes les accions relacionades amb l'arqueologia a la ciutat, incloent la gestió de les intervencions, l'arqueologia preventiva i la recerca. La seva tasca es fonamenta en garantir l'eficiència en l'organització dels projectes i en promoure el coneixement sobre la importància de l'arqueologia per a la societat, amb un enfocament actiu en la conservació i difusió del patrimoni històric.